# Hunan

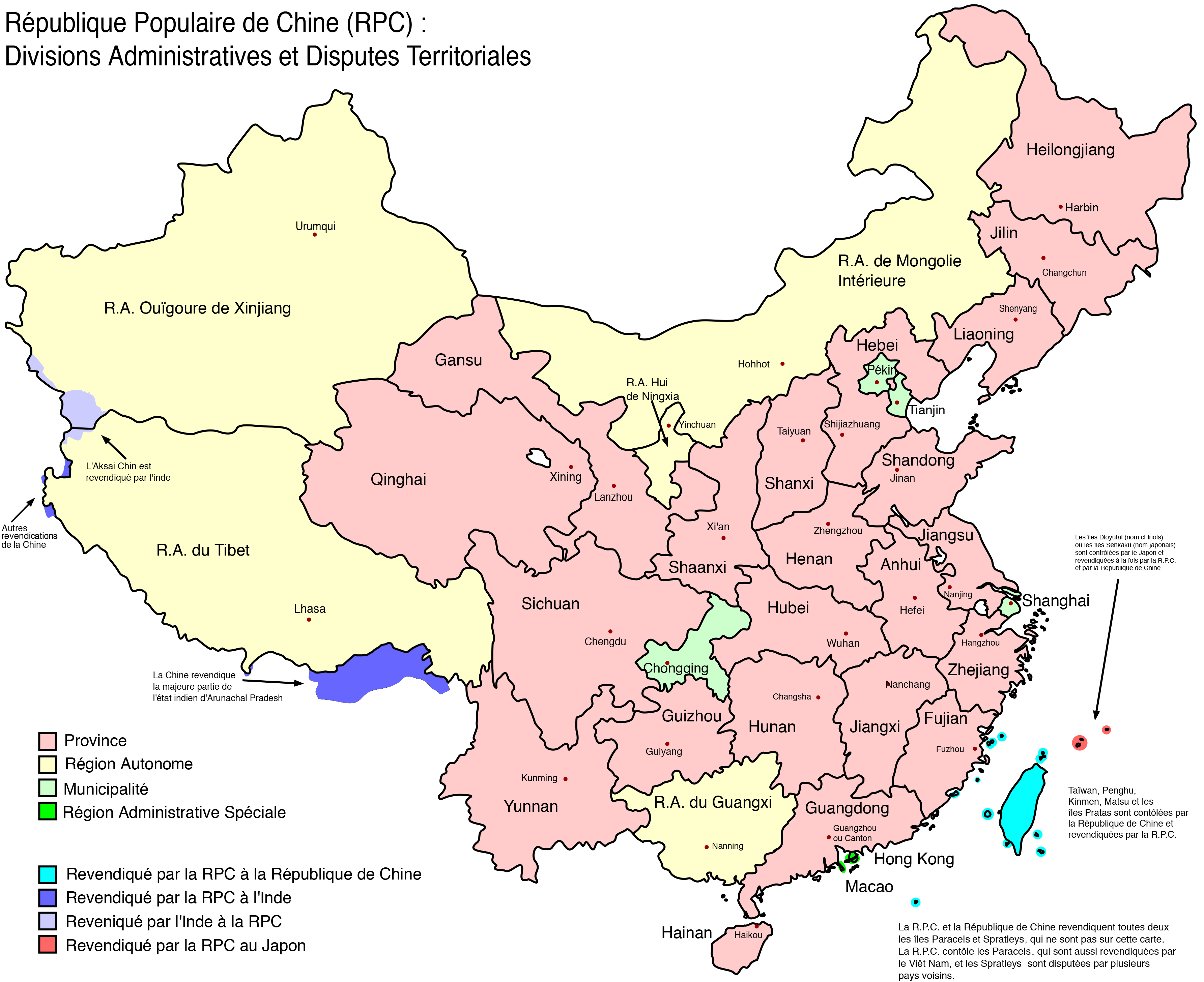
Divisions administratives et disputes territoriales de la république populaire de Chine.

Le Hunan (chinois : 湖南省 ; pinyin : Húnán shěng ; litt. « Province du sud du lac ») est une province chinoise de l'intérieur de la Chine. Elle a pour chef-lieu Changsha.

## Histoire
À l'époque du grand-père de Mao Zedong, le Hunan tient bon contre la révolte des Taiping qui en dévastant 8 provinces, coûte 20 millions de vies. Changsha ayant résisté à un siège de 80 jours, devint la « Ville aux portes de fer ». Cette résistance n'est pas tant le fait de la loyauté au trône, mais bien parce qu'aux yeux de l'élite de Changsha, l'enseignement des Taiping, inspiré du christianisme, est une hérésie du confucianisme.

### Seconde guerre mondiale
Durant la Seconde Guerre mondiale, entre 1941 et 1943, cette région fut prise pour cible par les Japonais pour effectuer des expériences biochimiques à grande échelle de l'unité 731.

### République populaire de Chine
Lors du Grand Bond en avant, en mai 1961, le président de la république Liu Shaoqi effectue une tournée dans sa province d'origine, le Hunan. Il retourne dans son village natal à Yinshan, sur le Xian de Ningxiang, où il a des contacts directs avec les villageois. Onze personnes sont mortes dans les deux derniers mois ; il va dans les familles, pose des questions et comprend le mécanisme de la « tragédie : Les politiques trop volontaristes, les prédations des cadres de base, les gaspillages des cantines, l'épuisement des corps ». Son positionnement change alors et il se « départit de sa prudence habituelle ». Il affiche désormais sa conviction : la catastrophe est d'origine humaine et les origines naturelles sont secondaires.

## Géographie
Le Hunan est une province méridionale chinoise située à plus de 1 300 km de Pékin (nord), de 900 km de Shanghai (est) et à 300 km de Canton (sud). Le Yangzi Jiang (ou Chang Jiang, 长江) la traverse d'ouest en est. Les provinces chinoises voisines du Hunan sont le Hubei, la municipalité du Chongqing, le Guizhou, le Guangdong et le Jiangxi ainsi que la province autonome du Guangxi. 
Le Hunan se trouve entre 109°-114° de longitude Est et entre 20°-30° de latitude Nord. L'est, le sud et l'ouest de la province sont entourés par des montagnes et des collines. Ces reliefs occupent plus de 80 % du territoire.

## Démographie

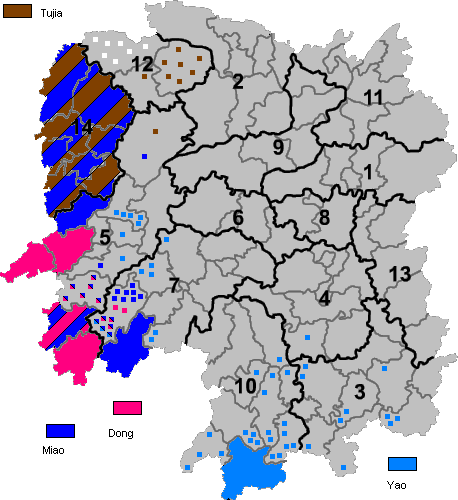
Zones constituées de minorités ethnique dans le Huna.

D'après le recensement de 2000, il y avait 89,79 % (57 540 000) qui se déclaraient être d'ethnie Han, et 10,21 % (6 575 000) de minorités.
Il y a 41 minorités dans la province du Hunan, parmi lesquelles les Miaos, Tujias, Dongs, Yao, Bai, Zhuang, Huis et Ouïghours.

## Subdivisions administratives
En 2001, la province du Hunan était composée de 13 villes-préfectures (设区市, shèqū shì) dépendant de villes ayant un rang administratif équivalent à celui des préfectures et une préfecture autonome.
| Subdivisions administratives du Hunan | Subdivisions administratives du Hunan | Subdivisions administratives du Hunan | Subdivisions administratives du Hunan                 | Subdivisions administratives du Hunan | Subdivisions administratives du Hunan | Subdivisions administratives du Hunan | Subdivisions administratives du Hunan | Subdivisions administratives du Hunan | Subdivisions administratives du Hunan | Subdivisions administratives du Hunan |
| ------------------------------------- | ------------------------------------- | ------------------------------------- | ----------------------------------------------------- | ------------------------------------- | ------------------------------------- | ------------------------------------- | ------------------------------------- | ------------------------------------- | ------------------------------------- | ------------------------------------- |
| District Xian                         |                                       |                                       |                                                       |                                       |                                       |                                       |                                       |                                       |                                       |                                       |
| No.                                   | Code subdivision                      | Préfecture                            | chinois Hanyu Pinyin                                  | Population 2010                       | Superficie en km2                     | Siège                                 | Subdivisions                          | Subdivisions                          | Subdivisions                          | Subdivisions                          |
| No.                                   | Code subdivision                      | Préfecture                            | chinois Hanyu Pinyin                                  | Population 2010                       | Superficie en km2                     | Siège                                 | Districts                             | Xians                                 | Xians autonomes                       | villes-district                       |
| — Villes-préfectures —                |                                       |                                       |                                                       |                                       |                                       |                                       |                                       |                                       |                                       |                                       |
| 1                                     | 430100                                | Changsha                              | 长沙市 Chángshā Shì                                   | 7 044 118                             | 11 819                                | District de Yuelu                     | 6                                     | 1                                     |                                       | 2                                     |
| 2                                     | 430700                                | Changde                               | 常德市 Chángdé Shì                                    | 5 747 218                             | 18 177                                | District de Wuling                    | 2                                     | 6                                     |                                       | 1                                     |
| 3                                     | 431000                                | Chenzhou                              | 郴州市 Chénzhōu Shì                                   | 4 581 778                             | 19 317                                | District de Beihu                     | 2                                     | 8                                     |                                       | 1                                     |
| 4                                     | 430400                                | Hengyang                              | 衡阳市 Héngyáng Shì                                   | 7 141 462                             | 15 303                                | District de Zhengxiang                | 5                                     | 5                                     |                                       | 2                                     |
| 5                                     | 433100                                | Huaihua                               | 怀化市 Huáihuà Shì                                    | 4 741 948                             | 27 563                                | District de Hecheng                   | 1                                     | 5                                     | 5                                     | 1                                     |
| 6                                     | 431300                                | Loudi                                 | 娄底市 Lóudǐ Shì                                      | 3 785 627                             | 8 108                                 | District de Louxing                   | 1                                     | 2                                     | 1                                     | 2                                     |
| 7                                     | 430500                                | Shaoyang                              | 邵阳市 Shàoyáng Shì                                   | 7 071 826                             | 20 830                                | District de Daxiang                   | 3                                     | 6                                     | 1                                     | 2                                     |
| 8                                     | 430300                                | Xiangtan                              | 湘潭市 Xiāngtán Shì                                   | 2 748 552                             | 5 006                                 | District de Yuetang                   | 2                                     | 1                                     |                                       | 2                                     |
| 9                                     | 430900                                | Yiyang                                | 益阳市 Yìyáng Shì                                     | 4 313 084                             | 12 325                                | District de Heshan                    | 2                                     | 3                                     |                                       | 1                                     |
| 10                                    | 431100                                | Yongzhou                              | 永州市 Yǒngzhōu Shì                                   | 5 180 235                             | 22 255                                | District de Lengshuitan               | 2                                     | 8                                     | 1                                     |                                       |
| 11                                    | 430600                                | Yueyang                               | 岳阳市 Yuèyáng Shì                                    | 5 477 911                             | 14 898                                | District de Yueyanglou                | 3                                     | 4                                     |                                       | 2                                     |
| 12                                    | 430800                                | Zhangjiajie                           | 张家界市 Zhāngjiājiè Shì                              | 1 476 521                             | 9 516                                 | District de Yongding                  | 2                                     | 2                                     |                                       |                                       |
| 13                                    | 43200                                 | Zhuzhou                               | 株洲市 Zhūzhōu Shì                                    | 3 855 609                             | 11 262                                | District de Tianyuan                  | 5                                     | 3                                     |                                       | 1                                     |
| — Préfecture autonome —               |                                       |                                       |                                                       |                                       |                                       |                                       |                                       |                                       |                                       |                                       |
| 14                                    | 433100                                | Xiangxi                               | 湘西土家族苗族自治州 Xiāngxī Tǔjiāzú Miáozú Zìzhìzhōu | 2 547 833                             | 15 462                                | ville de Jishou                       |                                       | 7                                     |                                       | 1                                     |

## Principales villes
| Agglomération | Désignation en chinois | Population de l'agglomération millions (2017) | Rang (Chine) | Superficie | Densité | Commentaire |
| ------------- | ---------------------- | --------------------------------------------- | ------------ | ---------- | ------- | ----------- |
| Changsha      |                        | 3,9                                           |              | 738 km²    | 5300    |             |
| Hengyang      |                        | 1,235                                         |              | 285 km²    | 4300    |             |
| Xiangtan      |                        | 1,105                                         |              | 1748 km²   | 4800    |             |
| Zhuzhou       |                        | 1,09                                          |              | 223 km²    | 4900    |             |
| Yueyang       |                        | 1,025                                         |              | 207 km²    | 4900    |             |
| Chenzhou      |                        | 0,83                                          |              | 135 km²    | 6200    |             |
| Loudi         |                        | 0,765                                         |              | 57 km²     | 13400   |             |
| Shaoyang      |                        | 0,73                                          |              | 130 km²    | 5600    |             |
| Changde       |                        | 0,7                                           |              | 113 km²    | 5400    |             |
| Huaihua       |                        | 0,65                                          |              | 135 km²    | 4800    |             |
| Yiyang        |                        | 0,615                                         |              | 52 km²     | 11900   |             |

## Économie
Le Hunan est l'une des quatre provinces chinoises à exploiter des gisements de terres rares en proche sous-sol et qui ensemble totalisent 95 % de la production mondiale.

## Culture

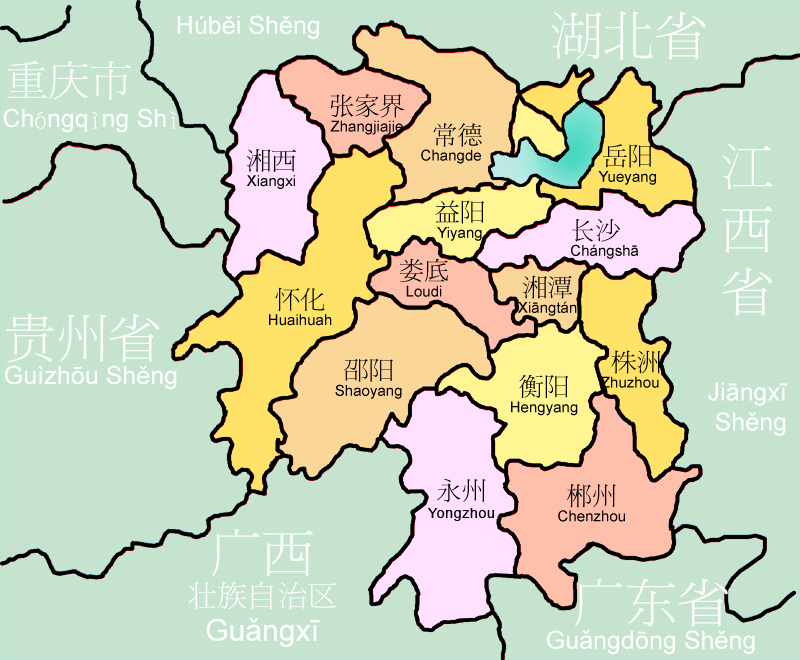
Carte du Hunan.

Wulingyuan, à Zhangjiajie.

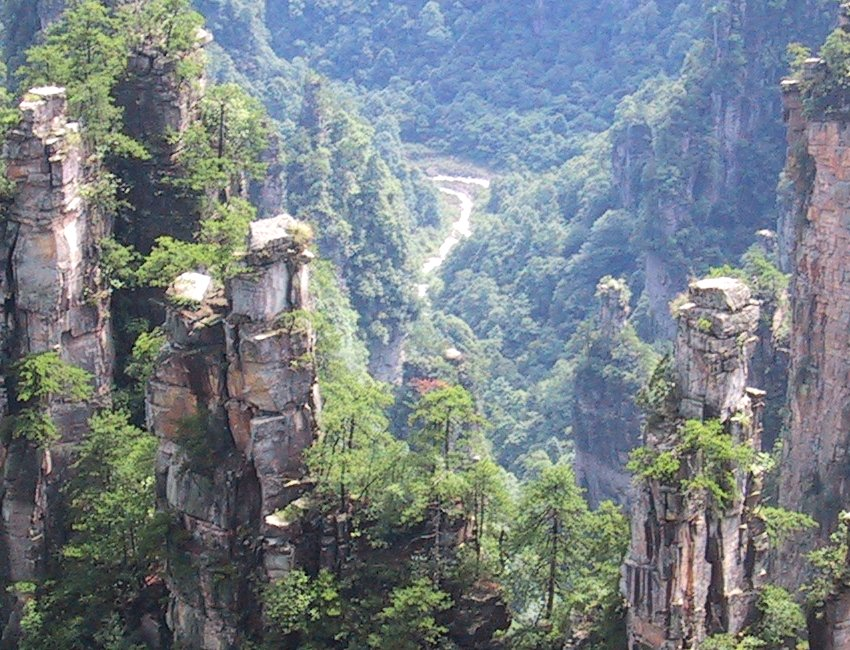
Wulingyuan.

- Changsha (长沙, Chángshā), chef-lieu de la province.
- Shaoshan (韶山, sháoshān) ville natale de Mao Zedong, près de Changsha.
- Le lac Dongting (洞庭湖, dòngtínghú)
- Zhangjiajie (张家界, Zhāngjiājiè) et en particulier, Wulingyuan, lieu d'inspiration de nombreux peintres chinois, classé au Patrimoine mondial de l'UNESCO.
- Le Xian de Fenghuang, (凤凰县, fènghuáng xiàn), dans la préfecture autonome tujia et miao de Xiangxi, abritant un village datant de -227 et dont la majorité des bâtiments, construits dans une vallée, autour de la rivière Tuo (沱江, tuójiāng), sont encore anciens et typiques de la région.
- Le bourg de Furong (芙蓉镇, fúróng zhèn), sur le xian de Yongshun, également dans la préfecture autonome tujia et miao de Xiangxi, village perché autour d'une cascade se jetant dans le lac. Ce village est à l'origine d'un roman (zh) et d'un film éponymes.

### Médias
- Hunan Télévision. Cette chaîne de télévision privée est devenue, en termes d'audience, le deuxième groupe de télévision chinois (après la société nationale de radios et de télévisions CCTV). Depuis 2015, Hunan Télévision diffuse sur l'ensemble de la Chine le Concours Eurovision de la chanson et désire organiser la sélection de la chanson représentant la Chine à ce concours international de la chanson en 2016.

### Cuisine
La cuisine du Hunan, abrégée en (湘菜, xiāngcài) est un des huit grands styles de cuisine chinoise, cuisine très fine, utilisant de nombreuses épices, mais également souvent très pimentée.
Changsha, la capitale du Hunan, est la ville d'origine du tofu puant, une recette de tofu fermenté, qui a vu différentes variantes apparaître depuis, comme à Hangzhou ou à Taïwan.
Le plat préféré de Mao, appelé viande rouge rôtie façon Mao (chinois : 毛式红烧肉 ; pinyin : máoshì hóngshāoròu), poitrine de porc rôtie dans du sucre et légèrement caramélisée, d'un aspect rougeâtre est un des plats célèbres de cette région. S'il s'agit à la base d'un plat rustique ne correspondant pas forcément à la finesse de la cuisine de la région, les grands cuisiniers ont su le faire évoluer en plat délicieux.

### Langues
- Langues chinoises :

Une grande partie du Hunan parle des variantes du mandarin du Sud-Ouest, la langue xiang, une langue wu apparentée au Wu y est également une langue importante, elle était notamment la langue maternelle de Mao Zedong. Le gan y est également parlé.
- Autres langues :

Les différentes minorités parlent en général également leurs propres langues, comme le miao (ou hmong), le tujia,

### Musique

#### Opéra

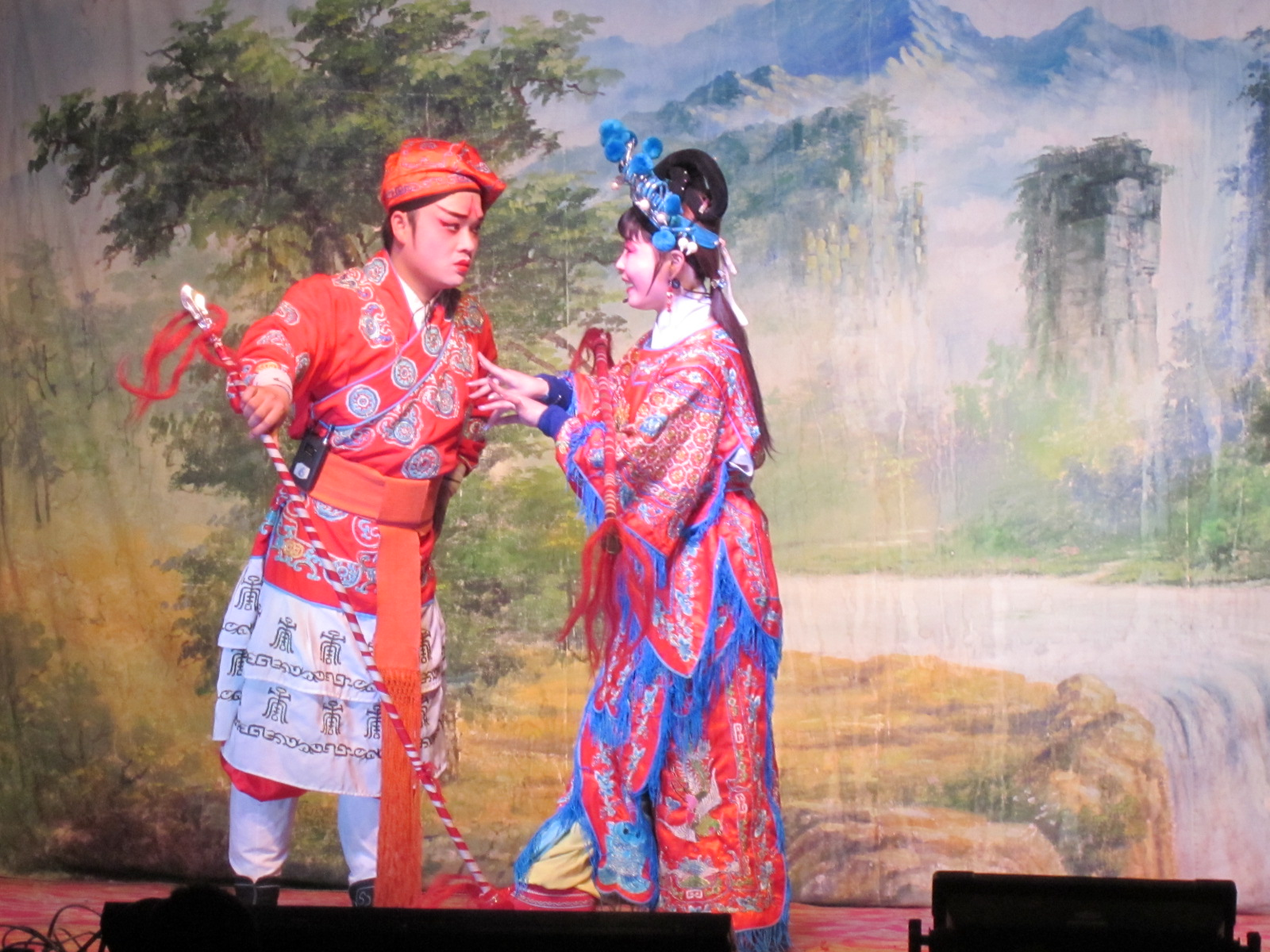
Représentation de l'Opéra des fleurs et tambours du type de Changsha.

Il existe différents types d'opéras dans le Hunan, dont le « Huaguxi » (花鼓戏 / 花鼓戲, huāgǔxì, « opéra des fleurs et tambours »), également pratiqué dans plusieurs provinces avoisinantes.
Les formes particulières du Hunan sont :
- Chángshā huāgǔxì (长沙花鼓戏 / 長沙花鼓戲), dans la préfecture de Chángshā ;
- Héngyáng huāgǔxì (衡阳花鼓戏 / 衡陽花鼓戲), dans la ville-district de Héngyáng ;
- Chángdé huāgǔxì (常德花鼓戏 / 常德花鼓戲), dans la ville-district de Chángdé ;
- Linglíng huāgǔxì (零陵花鼓戏 / 零陵花鼓戲), du quartier Linglíng de la ville-district de Yongzhou ;
- yuèyáng huāgǔxì (岳阳花鼓戏 / 岳陽花鼓戲), dans la ville-district de Yueyang ;
- Shàoyáng huāgǔxì (邵阳花鼓戏 / 邵陽花鼓戲), dans la ville-district de Shaoyang.

## Noms
Le nom de Hunan (au sud du lac) provient du fait que la province est située au sud du lac Dongting. Symétriquement la province au nord du lac est appelée Hubei.
L'abréviation officielle de la province est xiang (湘, xiāng), en référence à la rivière Xiang, un affluent de Chang Jiang qui traverse la province et baigne plusieurs de ses principales villes.